# 横浦島
横浦島（よこうらじま）は、熊本県天草市にある天草諸島の島の一つである。

## 行政
横浦島は熊本県天草市に属する。

## 港湾
- 与一ヶ浦港

古くから八代と本渡を結ぶ航路の中間にあるため、客船の寄港地として発展した。
- 横浦港

一部の旅客船が同港を経由する。

## 定期航路
◇フェリー（共同フェリー株式会社）
- 与一ヶ浦～棚底　　4便／日
- 与一ヶ浦～御所浦　5便／日
- 与一ヶ浦～大道　　1便／日

◆旅客船（共同フェリー株式会社）
- 与一ヶ浦～三角航路　2便／日
- 与一ヶ浦～本渡航路　4便／日
- 与一ヶ浦～棚底　　　5便／日
- 与一ヶ浦～小屋河内航路　3便／日

## 地層
横浦島では白亜紀姫浦層群と古第三紀赤崎層の不整合が明瞭に観察できる。